# Masafumi Hara
Masafumi Hara (原 正文, Hara Masafumi, 21 december 1943) is een Japans voormalig voetballer die als verdediger speelde.

## Clubcarrière
Hara begon zijn carrière bij Yawata Steel, de voorloper van Nippon Steel. Hara veroverde er in 1964 de Beker van de keizer. 1965 werd de ploeg opgenomen in de Japan Soccer League, de voorloper van de J1 League. In 10 jaar speelde hij er 96 competitiewedstrijden en scoorde 9 goals. Hara beëindigde zijn spelersloopbaan in 1974.

## Japans voetbalelftal
Masafumi Hara debuteerde in 1970 in het Japans nationaal elftal en speelde 5 interlands.

## Statistieken
| Japans voetbalelftal | Japans voetbalelftal | Japans voetbalelftal |
| Jaar                 | Wed.                 | Dlp.                 |
| -------------------- | -------------------- | -------------------- |
| 1970                 | 5                    | 0                    |
| Totaal               | 5                    | 0                    |